# Seznam medailistů na halovém mistrovství světa v běhu na 400 m

## Muži
| Rok  | Místo        | Zlato                            | Výkon vítěze                     | Stříbro                          | Bronz                            |
| ---- | ------------ | -------------------------------- | -------------------------------- | -------------------------------- | -------------------------------- |
| 1985 | Paříž        | Thomas Schönlebe                 | 45,60                            | Todd Bennett                     | Mark Rowe                        |
| 1987 | Indianapolis | Antonio McKay                    | 45,98                            | Roberto Hernández                | Mike Franks                      |
| 1989 | Budapešť     | Antonio McKay                    | 45,59                            | Ian Morris                       | Cayetano Cornet                  |
| 1991 | Sevilla      | Devon Morris                     | 46,17                            | Samson Kitur                     | Cayetano Cornet                  |
| 1993 | Toronto      | Butch Reynolds                   | 45,26                            | Sunday Bada                      | Darren Clark                     |
| 1995 | Barcelona    | Darnell Hall                     | 46,17                            | Sunday Bada                      | Mikhail Vdovin                   |
| 1997 | Paříž        | Sunday Bada                      | 45,51                            | Jamie Baulch                     | Shunji Karube                    |
| 1999 | Maebaši      | Jamie Baulch                     | 45,73                            | Milton Campbell                  | Alejandro Cárdenas               |
| 2001 | Lisabon      | Daniel Caines                    | 46,40                            | Milton Campbell                  | Danny McFarlane                  |
| 2003 | Birmingham   | Tyree Washington                 | 45,34                            | Daniel Caines                    | Jamie Baulch Paul McKee          |
| 2004 | Budapešť     | Alleyne Francique                | 45,88                            | Davian Clarke                    | Gary Kikaya                      |
| 2006 | Moskva       | Alleyne Francique                | 45,54                            | Calfornia Molefe                 | Chris Brown                      |
| 2008 | Valencie     | Tyler Christopher                | 45,67                            | Johan Wissman                    | Chris Brown                      |
| 2010 | Dauhá        | Chris Brown                      | 45,96                            | William Collazo                  | Jamaal Torrance                  |
| 2012 | Istanbul     | Nery Brenes                      | 45,11                            | Demetrius Pinder                 | Chris Brown                      |
| 2014 | Sopoty       | Pavel Maslák                     | 45,24                            | Chris Brown                      | Kyle Clemons                     |
| 2016 | Portland     | Pavel Maslák                     | 45,44                            | Abdalelah Haroun                 | Deon Lendore                     |
| 2018 | Birmingham   | Pavel Maslák                     | 45,47                            | Michael Cherry                   | Deon Lendore                     |
| 2020 | Nanking      | zrušeno kvůli pandemii covidu-19 | zrušeno kvůli pandemii covidu-19 | zrušeno kvůli pandemii covidu-19 | zrušeno kvůli pandemii covidu-19 |
| 2022 | Bělehrad     | Jereem Richards                  | 45,00 – RHMS                     | Trevor Bassitt                   | Carl Bengtström                  |
| 2024 | Glasgow      | Alexander Doom                   | 45,25                            | Karsten Warholm                  | Rusheen McDonald                 |
| 2025 | Nanking      | Christopher Bailey               | 45,08                            | Brian Faust                      | Jacory Patterson                 |

## Ženy
| Rok  | Místo        | Zlato                            | Výkon vítěze                     | Stříbro                          | Bronz                            |
| ---- | ------------ | -------------------------------- | -------------------------------- | -------------------------------- | -------------------------------- |
| 1985 | Paříž        | Diane Dixonová                   | 53,35                            | Regine Bergová                   | Charmaine Crooksová              |
| 1987 | Indianapolis | Sabine Buschová                  | 51,66                            | Lillie Leatherwoodová            | Judit Forgácsová                 |
| 1989 | Budapešť     | Helga Arendtová                  | 51,52                            | Diane Dixonová                   | Jillian Richardsonová            |
| 1991 | Sevilla      | Diane Dixonová                   | 50,64                            | Sandra Myersová                  | Anita Prottiová                  |
| 1993 | Toronto      | Sandie Richardsová               | 50,93                            | Taťána Aleksejevová              | Jearl Milesová Clarková          |
| 1995 | Barcelona    | Irina Privalovová                | 50,23                            | Sandie Richardsová               | Daniela Georgieva                |
| 1997 | Paříž        | Jearl Milesová Clarková          | 50,96                            | Sandie Richardsová               | Helena Fuchsová                  |
| 1999 | Maebaši      | Grit Breuerová                   | 50,80                            | Falilat Ogunkoyaová              | Jearl Milesová Clarková          |
| 2001 | Lisabon      | Sandie Richardsová               | 51,04                            | Olga Kotljarovová                | Olesja Zykinová                  |
| 2003 | Birmingham   | Natalja Nazarovová               | 50,83                            | Christine Amertilová             | Grit Breuerová                   |
| 2004 | Budapešť     | Natalja Nazarovová               | 50,19                            | Olesja Krasnomovecová            | Tonique Williams-Darling         |
| 2006 | Moskva       | Olesja Forševová                 | 50,04                            | Vanja Stambolovová               | Christine Amertilová             |
| 2008 | Valencie     | Olesja Zykinová                  | 51,09                            | Natalja Nazarovová               | Shareese Woodsová                |
| 2010 | Dauhá        | Debbie Dunnová                   | 51,04                            | Vanja Stambolovová               | Amantle Montshoová               |
| 2012 | Istanbul     | Sanya Richardsová                | 50,79                            | Alexandra Fedorivová             | Natasha Hastingsová              |
| 2014 | Sopoty       | Francena McCororyová             | 51,12                            | Kaliese Spencerová               | Shaunae Millerová                |
| 2016 | Portland     | Kemi Adekoyaová                  | 51,45                            | Ashley Spencerová                | Quanera Hayesová                 |
| 2018 | Birmingham   | Courtney Okolová                 | 50,55                            | Shakima Wimbleyová               | Eilidh Doyleová                  |
| 2020 | Nanking      | zrušeno kvůli pandemii covidu-19 | zrušeno kvůli pandemii covidu-19 | zrušeno kvůli pandemii covidu-19 | zrušeno kvůli pandemii covidu-19 |
| 2022 | Bělehrad     | Shaunae Millerová                | 50,31                            | Femke Bolová                     | Stephenie Ann McPhersonová       |
| 2024 | Glasgow      | Femke Bolová                     | 49,17 – RHMS                     | Lieke Klaverová                  | Alexis Holmesová                 |
| 2025 | Nanking      | Amber Anningová                  | 50,60                            | Alexis Holmesová                 | Henriette Jægerová               |